# North Middletown (Kentucky)
North Middletown – miasto w Stanach Zjednoczonych, w stanie Kentucky, w hrabstwie Bourbon.